# Олька (вулкан)
Олька (исп. Olca) — вулкан на границе Боливии (департамент Потоси) и Чили (области Тарапака и Антофагаста). Высота — 5407 м.
Он расположен в середине горного хребта длиной 15 км, составленного из нескольких стратовулканов. Вулкан Минчинча расположен западнее, вулкан Парума — восточнее.
Единственная вулканическая деятельность этого горного хребта была отмечена извержением с 1865 по 1867 год. Точный источник этого извержения неизвестен.